# J. D. Martin
Pour les articles homonymes, voir John Martin (homonymie) et Martin.
John Dale Martin (né le 2 janvier 1983 à Ridgecrest, Californie, États-Unis) est un lanceur droitier de baseball. Il évolue dans la Ligue majeure de baseball avec les Nationals de Washington en 2009 et saison 2010.

## Carrière
J. D. Martin est le choix de première ronde des Indians de Cleveland en 2001. Il est le 35e joueur sélectionné au total à cette séance de repêchage. Il évolue en ligues mineures dans l'organisation des Indians jusqu'en 2008 mais est à l'écart du jeu toute l'année 2005 et la moitié de 2006 après une opération de type Tommy John pour soigner une blessure au coude. 
En novembre 2008, il se joint aux Nationals de Washington, avec qui il fait finalement ses débuts dans les majeures le 20 juin 2009.
Martin est le lanceur partant des Nationals dans 15 parties au cours de la saison 2009 et il remporte sa première victoire en carrière le 9 août contre les Diamondbacks de l'Arizona. Il passe 77 manches au monticule à sa première saison, remporte 5 victoires contre 4 défaites et affiche une moyenne de points mérités de 4,44.
En neuf départs pour Washington en 2010, il n'enregistre qu'une seule victoire, contre cinq défaites. Il est libéré par les Nationals le 19 janvier 2011.
Il signe une entente des ligues mineures en février 2011 qui lui permet de participer au camp d'entraînement des Nationals.
Il joue en ligues mineures avec des clubs-écoles des Nationals en 2011, des Marlins de Miami en 2012 et des Rays de Tampa Bay en 2013 avant de s'aligner en 2014 pour les Samsung Lions de l'Organisation coréenne de baseball. Le 22 janvier 2015, il signe un contrat des ligues mineures avec les White Sox de Chicago mais est libéré le 1er avril suivant, dans les derniers jours de l'entraînement de printemps.